# Cayley-Dicksonova konstrukcija
Cayley-Dicksonova konstrukcija omogoča tvorbo zaporedja algeber nad obsegom realnih števil tako, da ima vsaka algebra dvakratno razsežnost predhodne.
Algebre, ki se jih tvori na ta način, se imenujejo Cayley-Dicksonove algebre, ker razširjajo kompleksna števila na hiperkompleksna števila. Vse te algebre vsebujejo involucijo.

## Kompleksna števila kot urejeni pari
Kompleksna števila se lahko zapiše kot urejeni par {\displaystyle (a,b)\,} realnih števil {\displaystyle a\,} in {\displaystyle b\,}. Pri tem se izvaja seštevanje komponenta za komponento, množenje pa je določeno kot:
{\displaystyle (a,b)(c,d)=(ac-bd,ad+bc)\!\,.}
Vidi se, da je kompleksno število z ničelno drugo komponento enako realnemu številu, kar pomeni, da je {\displaystyle (a,0)\,} realno število.

### Konjugirano število
Konjugirano število {\displaystyle (a,b)^{*}=(a,-b)\,}. 
Za konjugirana števila velja značilnost:
{\displaystyle (a,b)^{*}(a,b)=(aa+bb,ab-ba)=(a^{2}+b^{2},0)\!\,.}
To pa je nenegativno realno število. Tako konjugacija definira normo. Zaradi tega tvorijo kompleksna števila normirani vektorski prostor nad realnimi števili. 
Normo kompleksnega števila {\displaystyle z\,} se izračuna kot:
{\displaystyle |z|=(z^{*}z)^{1/2}\!\,,}
Obratna vrednost pa je:
{\displaystyle z^{-1}={\frac {z^{*}}{|z|^{2}}}\!\,.}

## Kvaternioni
Kvaternione se dobi s pomočjo podobnega postopka.
Uporabi se urejeni par {\displaystyle (a,b)\,} kompleksnih števil {\displaystyle a\,} in {\displaystyle b\,}. Množenje se definira kot :
{\displaystyle (a,b)(c,d)=(ac-d^{*}b,da+bc^{*})\!\,.}
Konjugirana vrednost para {\displaystyle (a,b)\,} je določena kot:
{\displaystyle (a,b)^{*}=(a^{*},-b)\!\,.}
Produkt tega števila s svojo konjugirano vrednostjo je:
{\displaystyle (a,b)^{*}(a,b)=(a^{*},-b)(a,b)=(a^{*}a+b^{*}b,ba^{*}-ba^{*})=(|a|^{2}+|b|^{2},0)\!\,.} To pa je nenegativno število. Pari teh števil tvorijo algebro, ki je podobna algebri realnih števil. Te vrste števila se imenujejo kvaternioni.

## Oktonioni
Postopek se lahko nadaljuje na podoben način. Urejeni par {\displaystyle (p,q)\,} dveh kvaternionov {\displaystyle p\,} in {\displaystyle q\,}. Množenje in konjugiranje se definira enako kot za kvaternione. Urejeni par {\displaystyle (p,q)\,} kvaternionov {\displaystyle p\,} in {\displaystyle q\,}.
{\displaystyle (p,q)(r,s)=(pr-s^{*}q,sp+qr^{*})\!\,.}
Velja:
{\displaystyle (p,q)(r,s)=(pr-s^{*}q,sp+qr^{*})\!\,.}
Pri tem je treba upoštevati, da kvaternioni niso komutativni. 
Algebro oktonionov je odkril irski pravnik in matematik John Thomas Graves (1806 – 1870). Oktonione imenujejo tudi Cayleyjeva števila.

## Naslednje algebre
Algebra, ki sledi algebri oktonionov je algebra sedenionov. V tej algebri velja potenčna asociativnost. To pa pomeni, da za sedenion {\displaystyle s\,} velja {\displaystyle s^{n}s^{m}=s^{n+m}\,}.
Cayley-Dicksonova konstrukcija se lahko nadaljuje do neskončnosti. Vsak naslednji korak da novo algebro, ki je potenčno asociativna, njena razsežnost pa je dvakrat večja od predhodne.   